# Sedjerara
Sedjerara là một đô thị thuộc tỉnh Mascara, Algérie. Dân số thời điểm năm 2002 là 7.819 người.